# Francisco de Amberes
Francisco de Amberes fue un pintor  español de los siglos xv y xvi,  según Ceán Bermúdez en Toledo.
Artista apenas conocido si no es por sus trabajos en la Catedral de Toledo, consta su participación junto con Juan de Borgoña y otros en la policromía de su altar mayor, labor concluida en 1504. Por las mismas fechas ejecutó diez pequeñas pinturas para su custodia. Se le atribuyen las pinturas del retablo de la capilla de la Concepción. Ceán Bermúdez, creyéndole también escultor, le atribuyó la talla en 1507 junto con Juan de Bruselas de los escudos de armas y otros adornos que están en los frisos y sobre la puerta de la sala capitular de invierno, en los que su participación hubo de limitarse al policromado, como había hecho con los ángeles y escudos de armas del banco del retablo, obra de Copín de Holanda y Juan de Bruselas. En 1508 el Cabildo le encargó las pinturas del retablo de la capilla mozárabe. 